# Grace Rock
Der Grace Rock ist ein Klippenfelsen im Archipel der Südlichen Shetlandinseln. Er liegt 1,5 km vor der Südküste von Nelson Island.
Das UK Antarctic Place-Names Committee benannte ihn 1961 nach dem britischen Robbenfänger Grace unter Kapitän Henry Rowe, der zwischen 1821 und 1822 in den Gewässern um die Südlichen Shetlandinseln operierte.